# Vének tanácsa
A vének tanácsa az ókortól idős tagokból álló, meghatározott döntési hatáskörrel rendelkező testületekre utalt. A mai joviális szóhasználatban egyre inkább csak idős, tapasztalt emberek, gyakran önálló testületet nem képező, csoportját jelenti.

## Az ókori Spártában
Gerúszia volt a neve Spártában és Krétán a vének tanácsának, amelynek a két király és 28, hatvanadik életévét betöltött spártai vén (geron) volt a tagja. Az apella választotta őket. Széles körű jogi hatalma volt: ez volt az egyetlen spártai bíróság, amely kiszabhatott halálbüntetést vagy száműzést. A vének tanácsa tehetett javaslatot a népgyűlésnek, hogy miről tárgyaljon, és amennyiben a népgyűlés döntése a vének számára nem volt elfogadható, feloszlathatták azt. A gerúszia 28 öregből állt akiket közfelkiáltással választották meg minden 60 év feletti jelölt közül. Megbízatásuk életük végéig szólt; ha meghalt valamelyikük, újat választottak helyette.

## Az ókori Rómában
Az ókori Rómában a senatus a királyt segítő vének tanácsaként működött kezdetben.

## A mai szóhasználatban

### Politológia
A vének tanácsa kifejezésen a mai politológiai szóhasználatban illetve sajtónyelvben  valamely fontos politikus/párt számára tanácsokat adó, tapasztalt tagokból álló csoportra utal, gyakran pejoratív értelemben. A mai "vének tanácsa" nem feltétlenül jelent formális testületet, szemben a szenátussal.

### Vallás
A kereszténység bizonyos felekezeteiben a vének kifejezés ma is a helyi gyülekezetek vezetőségét jelöli.